# Irynej (Serednij)
Irynej (světským jménem: Ivan Petrovyč Serednij; * 10. května 1939, Stovpyn) je ukrajinský duchovní Ukrajinské pravoslavné církve Moskevského patriarchátu, arcibiskup a metropolita dnipropetrovský a pavlohradský.

## Život
Narodil se 10. května 1939 ve vesnici Stovpyn Rovenské oblasti.
Po dokončení střední školy nastoupil roku 1957 na Leningradský duchovní seminář a poté na Leningradskou duchovní akademii.
V letech 1963–1966 sloužil v řadách Sovětské armády.
Dne 21. května 1968 byl rukopoložen na diákona a následující den na jereje s celibátem. Poté sloužil v Leningradském chrámu Svaté Trojice.
Od roku 1969 přednášel kanonické právo na akademii, byl sekretářem pedagogické rady a starším asistentem inspektora akademie.
Dne 1. září 1970 byl postřižen na monacha se jménem Irynej na počest svatého Ireneje z Lyonu.
V březnu 1971 byl povýšen na archimandritu a od 13. března 1971 sloužil v patriarchálním podvorje (zastupitelství) v Tokiu.
Roku 1975 jej Svatý synod zvolil biskupem ufským a stěrlitamakským. Dne 27. července 1975 proběhla v chrámu Zjevení Páně v Moskvě jeho biskupská chirotonie. Světiteli byli patriarcha moskevský Pimen, metropolita leningradský a novgorodský Nikodim (Rotov), metropolita tallinský a estonský Alexij (Rüdiger) a metropolita tulský a beljovský Juvenalij (Pojarkov).
Dne 19. července 1976 se stal biskupem serpuchovským a vikářem moskevské eparchie, správcem Patriarchálních farností v Kanadě a dočasným správcem farností v USA.
Dne 16. července 1982 byl povýšen na arcibiskupa s jmenováním na alma-atinskou katedru.
Dne 28. března 1984 se stal arcibiskupem charkovským a bohoduchivským a 13. září 1989 arcibiskupem lvovským a drohobyčským.
Dne 10. dubna 1990 byl ustanoven arcibiskupem rovenským a ostrožským.
Dne 19. října 1993 byl jmenován arcibiskupem dnipropetrovským a kryvorižským a 27. července 1996 mu byl změněn titul na dnipropetrovský a pavlohradský.
Dne 19. června 2002 byl povýšen na metropolitu.